# Marzio Erculei
Marzio Erculei (Otricoli, marzo 1627 – Modena, 5 agosto 1706) è stato un presbitero, musicista e cantante italiano.

## Biografia
Figlio di Giovanni Fausto e Doralice (il cui cognome da nubile era forse Cifassini), fu battezzato il 21 marzo 1627 nella chiesa collegiata di S. Maria Assunta a Otricoli.
Studiò al Collegio Germanico-Ungarico di Roma fino al 1650, compiendo la sua formazione musicale probabilmente sotto la guida di Giacomo Carissimi all'epoca maestro di cappella di questa istituzione. Nell'autunno di quello stesso anno entrò come cantore soprano nella cappella del Duomo di Milano., che tuttavia lasciò il 19 gennaio 1651 per entrare al servizio della cappella della corte di Francesco I d'Este a Modena come cantante soprano.

Nei primi anni della sua attività a Modena partecipò anche ad alcune opere, fra cui, nel 1654, Gli amori d'Alessandro con Rossane  di Benedetto Ferrari, interpretando la parte di Oristilla. 

A seguito dello scioglimento della cappella nel luglio 1662 da parte della duchessa Laura Martinozzi, allora reggente del ducato, chiese e ottenne di rimanere al servizio della corte modenese come «musico ecclesiastico», sia pur con uno stipendio inferiore al precedente.
Interpretò il ruolo principale nell'oratorio Il battesimo di San Valeriano martire, con musica di Alfonso Paino, eseguito nel 1665 al collegio S. Carlo, del quale potrebbe aver scritto il testo, siglato «D.M.E.» [Don Marzio Erculei], che compare nell'ultima pagina del libretto stampato.
Nel 1674 cercò senza successo di ottenere un canonicato nel Duomo di Modena. Con la fine della reggenza della duchessa Laura Martinozzi e l'ascesa al potere di Francesco II d'Este, Erculei non riuscì a mantenere la sua posizione di «musico ecclesiastico» della corte estense, e dal 1674 per circa vent'anni insegnò canto ai seminaristi e ai giovani studenti della scuola del collegio S. Carlo, avendo tra gli allievi i musicisti Antonio Maria Pacchioni, Rinaldo Bertoni e Francesco Montecchi.
Grazie all'intercessione del duca Rinaldo d'Este, nel 1694 ottenne l'incarico di cappellano ducale della basilica della Santa Casa a Loreto.
Nel gennaio 1702 era ritornato a vivere al collegio San Carlo a Modena, dove morì il 5 agosto 1706.
Le opere di Marzio Erculei sono legate principalmente all'insegnamento del canto ecclesiastico, attività da lui svolta nel collegio di San Carlo a Modena per circa vent'anni. Erculei affronta il canto ecclesiastico nella sua pratica quotidiana, senza fare distinzioni fra canto fermo, figurato, fratto, falsobordone e altre pratiche non scritte, come pure fra un cantore di cappella professionista e un religioso che canti l'ufficio in coro.

Nella raccolta di mottetti La pace dei numeri di Sisto Reina è incluso un Peane mariano ad instanza del sig. d. Marzio Erculeo musico del Serenissimo di Modona d'incerto autore (Gaudete gentes iam plaudite omnes), mottetto a tre voci e basso continuo. Questo brano viene attribuito allo stesso Erculei dal Grove Dictionary of Music and Musicians, mentre il Dizionario biografico degli italiani sostiene che non vi siano elementi perché possa essergli attribuito.

## Opere
- Primi elementi di musica (1683)[1][2]
- Il canto ecclesiastico (1686)[2]
- Lumi primi del canto fermo ecclesiastico (1686)[1][2]
- Cantus omnis ecclesiasticus (1688)[1][2]